# Herbert Pfister (Physiker)
Herbert Pfister (* 10. März 1936 in München; † 16. September 2015 in Gomaringen) war ein deutscher Physiker.

## Leben
Pfister studierte Mathematik und Physik an der Ludwig-Maximilians-Universität München und legte 1958 das Staatsexamen mit einer Zulassungsarbeit in Mathematik über Darstellungen diskreter Gruppen ab. Dort arbeitete er dann bei Fritz Bopp an seiner Dissertation Zum relativistischen Mehrkörperproblem der Quantenmechanik: Der Dreiteilchenfall, mit der er 1963 promoviert wurde. 1964 nahm er an einer Sommerschule der Brandeis University in Massachusetts über Elementarteilchenphysik und Allgemeine Relativitätstheorie (ART) teil, bei der ihn Hermann Bondis Vorträge besonders beeindruckten.
Pfister wechselte an die Universität Tübingen und habilitierte sich dort 1970 mit der Schrift Der elektromagnetische Formfaktor des Protons für zeitartigen Impulsübertrag. 1977 lernte er während einer Enrico-Fermi-Sommerschule in Varenna John Archibald Wheeler kennen, dessen Arbeiten Pfisters weiteren Weg stark beeinflussten. 1979 wurde er in Tübingen Professor für Theoretische Physik und blieb es bis zu seiner Emeritierung 2001.
Auf Anregung Jürgen Ehlers' (während eines Forschungssemesters im Max-Planck-Institut für Astrophysik) befasste sich Pfister während der 1980er Jahre bis in die 1990er Jahre mit dem Zentrifugalkraft-Problem in der ART und anderen Phänomenen des sogenannten Gravitomagnetismus. Zusammen mit Julian Barbour organisierte er eine internationale Tagung zum Machschen Prinzip in Tübingen 1993, deren Tagungsband Mach's Principle: From Newton's Bucket to Quantum Gravity ein Standardwerk für dieses Forschungsgebiet wurde. Daneben untersuchte er Randwertprobleme für die stationären Einsteingleichungen und ihre Anwendungen auf rotierende Sterne und zeigte zusammen mit Urs Schaudt, dass stationär-axialsymmetrische Einsteingleichungen mit generischen Randbedingungen lösbar sind. In seinem letzten Lebensjahr veröffentlichte Pfister zusammen mit Markus King das Buch Inertia and Gravitation: The Fundamental Nature and Structure of Space-Time (Springer International Publishing, Cham ZG 2015) als Zusammenfassung seines Lebenswerkes.
Pfister war verheiratet und hatte zwei Töchter sowie einen Sohn.